# Animal Crossing: New Horizons
Animal Crossing: New Horizons là một trò chơi mô phỏng xã hội ra mắt năm 2020 do Nintendo phát triển và phát hành cho Nintendo Switch; đây là phần chính thứ năm trong loạt Animal Crossing. Trong New Horizons, người chơi sẽ điều khiển một nhân vật có thể tùy chỉnh vẻ ngoài, nhân vật này sẽ bay đi định cư trên một hòn đảo hoang, sau khi mua gói nghỉ dưỡng từ Tom Nook. Trò chơi đi theo lối chơi phi tuyến tính, người chơi có thể phát triển hòn đảo tùy theo ý thích. Người chơi sẽ thu thập và chế tạo các vật phẩm, tùy chỉnh hòn đảo và phát triển nó thành một cộng đồng động vật được nhân hóa.
New Horizons bắt đầu được phát triển vào năm 2012. Đạo diễn của trò chơi là Kyogoku Aya tâm niệm giữ lại nội dung cũ từ các trò chơi nhằm thỏa mãn người hâm mộ lâu năm, đồng thời làm cho trò chơi đủ đơn giản để thu hút những người mới. Với hình ảnh nghệ thuật và đồ họa, họ đã sử dụng khái niệm "kích hoạt sự khát khao khi chơi trò chơi" để giữ được lối chơi đơn giản và dễ tiếp thu, và vận dụng "trí tưởng tượng không định sẵn" để vừa giữ phong hình ảnh nghệ thuật đơn giản để người chơi có thể hình dung phần còn lại.
New Horizons đã nhận được sự hoan nghênh từ các nhà phê bình, với nhiều lời khen về lối chơi và các tùy chọn tùy chỉnh, cũng như vinh danh đây là trò chơi hay nhất trong loạt. Game cũng nằm trong nhiều danh sách đề cử với hàng chục giải thưởng, trò chơi từng là ứng cử viên cho Trò chơi của năm. Ngoài ra, game cũng đạt thành công lớn về mặt thương mại, bán được hơn 34,85 triệu bản trên toàn thế giới và phá kỷ lục về số lượng các bản kỹ thuật số bán ra trong một tháng. Đây là trò chơi bán chạy nhất trong loạt Animal Crossing, đứng thứ hai trong danh sách trò chơi bán chạy nhất trên Nintendo Switch, trò chơi bán chạy thứ hai mọi thời đại ở Nhật Bản và đứng thứ 15 trong danh sách trò chơi điện tử bán chạy nhất. Thành công về mặt thương mại của game một phần là nhờ vào việc phát hành đúng lúc mọi người phải theo lệnh ở nhà trong suốt đại dịch COVID-19. Trò chơi thường được sử dụng cho các tương tác xã hội như đám cưới và lễ tốt nghiệp, cùng với chiến dịch vận động chính trị và cả các cuộc biểu tình ảo. Trò chơi cũng là nơi trình bày những sáng tạo của người hâm mộ, chẳng hạn như trang web thương mại, chương trình đối thoại, truyện tranh và các loại sản phẩm theo chủ đề khác. Game cũng có nhiều các bản cập nhật lớn để bổ sung nội dung mới cho đến ngày 5 tháng 11 năm 2021.

## Cách chơi
Như các game Animal Crossing trước đây, New Horizons là một trò chơi mô phỏng cuộc sống diễn ra trong thời gian thực. Đây cũng là bản đầu tiên trong loạt Animal Crossing mà thời tiết sẽ tự điều chỉnh theo các mùa thuộc Bắc hoặc Nam bán cầu, tùy thuộc vào vị trí của người chơi trong thế giới thực. Người chơi sẽ vào vai một dân làng có thể tùy chỉnh, nhân vật này mua một gói nghỉ dưỡng từ Tom Nook, rồi chuyển đến sống trên một hòn đảo hoang. Sau khi Tom Nook cung cấp cho người chơi những thứ cần thiết, chẳng hạn như lều, trò chơi sẽ tiếp tục theo kiểu phi tuyến tính, người chơi có thể chơi theo cách của họ.

Hai người chơi trên một hòn đảo ở chế độ nhiều người chơi. Người chơi bên phải đang dùng rìu để thu hoạch gỗ.

Người chơi có thể thu thập các nguồn tài nguyên thiên nhiên như trái cây và gỗ rồi chế tạo thành nhiều loại vật phẩm, đồ nội thất, được gọi là chế tác D.I.Y. Bên cạnh đó, người chơi còn có thể bắt bọ và cá, trồng rồi phát triển cây và hoa, khai thác tài nguyên thiên nhiên như đá và bơi ngoài biển. Hòn đảo có không gian mở để đặt các vật phẩm và trang trí tùy theo lựa chọn của người chơi. Một số nội dung là có sẵn, chẳng hạn như các loài sinh vật, chúng xuất hiện tùy thuộc vào mùa và chỉ trong một thời gian nhất định trong năm. Người chơi thực hiện các nhiệm vụ đơn giản để lấy "Nook Miles", đổi lại, người chơi có thể mua các phần thưởng cao cấp trong Resident Services. Một loại đơn vị tiền tệ chủ lực khác trong loạt Animal Crossing là "Bells", dùng để mua hàng hóa và các loại hình dịch vụ khác. Một tính năng khác là sân bay "Dodo Airlines", với vé đổi bằng Nook Miles; thông qua Dodo Airlines, người chơi có thể ghé thăm các hòn đảo trống khác để thu hoạch tài nguyên và gặp gỡ những dân làng khác. Người chơi có thể mời những dân làng mà họ gặp đến đảo của họ ở nếu thích.
Người chơi bắt đầu với hai dân làng ngẫu nhiên, vốn là những động vật được nhân hóa khác, cũng mua chung gói nghỉ dưỡng; những dân làng này sẽ sống cùng với người chơi cũng như tương tác và xây dựng các mối quan hệ. Khi người chơi đạt đủ tiến độ, Tom Nook mở rộng thành một ngôi làng lớn hơn. Các chủ cửa hàng khác sẽ đến thăm và định cư trên đảo; Blathers, chủ sở hữu bảo tàng, sẽ trưng bày cá, bọ, sinh vật biển, hóa thạch và tác phẩm nghệ thuật mà người chơi sưu tầm được; chị em Mable và Sable, những người bán quần áo và các phụ kiện khác do người chơi tạo ra; Timmy và Tommy điều hành một cửa hàng chuyên bán đồ nội thất và các mặt hàng gia dụng khác, họ sẽ mở rộng để bán thêm nhiều mặt hàng hơn mỗi ngày. Cuối cùng, khu vực chính sẽ mở ra thành Tòa thị chính do Tom Nook điều hành với sự giúp đỡ của Isabelle; các tòa nhà và dân làng khác sẽ sinh sống trong cộng đồng, lều và cửa hàng cũ sẽ phát triển thành các cấu trúc lớn hơn mà vẫn có thể di chuyển được nếu người chơi thích. Từ đó, hòn đảo sẽ được xếp hạng sao theo từng năm, thường bắt đầu ở xếp hạng một sao. Khi hòn đảo phát triển hơn nữa, xếp hạng sao của hòn đảo sẽ tăng lên. Khi đạt được xếp hạng ba sao, K.K. Slider, một nhạc sĩ nổi tiếng, sẽ đến thăm và biểu diễn một buổi hòa nhạc tại đảo, đánh dấu "kết thúc" trò chơi và màn hình hết game sẽ xuất hiện. Tuy nhiên sau đó sẽ có thêm nhiều tùy chọn hơn để tùy chỉnh hòn đảo để người chơi phát triển cộng đồng hơn nữa, chẳng hạn như xây dựng và phá hủy các vách đá, các vùng nước sâu và đường đi, thường được gọi là địa hình hóa.
Trò chơi hỗ trợ một hòn đảo trên mỗi hệ thống Switch. Animal Crossing: New Horizons hỗ trợ cả lối chơi co-op cục bộ và trực tuyến, với tối đa bốn người chơi nội bộ và tám người chơi trực tuyến chơi cùng nhau trên một hòn đảo bất kỳ lúc nào, đây là một tùy chọn có sẵn thông qua Dodo Airlines. Trò chơi hỗ trợ thẻ amiibo và các nhân vật khác trong loạt Animal Crossing, dùng để mời một dân làng lên đảo để người chơi có thể thuyết phục dân làng đó ở lại hòn đảo. Tính năng lưu đám mây trên Nintendo Switch Online được thêm vào trong bản cập nhật cuối tháng 7 năm 2020, cho phép người dùng khôi phục dữ liệu trò chơi nếu máy Switch bị hỏng hoặc mất. Nội dung miễn phí bổ sung được thêm vào vài tháng một lần bằng cách tải xuống bản cập nhật mới nhất từ Nintendo, nhưng đã ngừng các bổ sung sung lớn sau khi cập nhật lên phiên bản 2.0 vào ngày 3 tháng 11 năm 2021.

### Cập nhật
Vì trò chơi phụ thuộc vào những thay đổi theo mùa nên New Horizons thường xuyên có thêm các bản cập nhật, bổ sung các vật phẩm, sự kiện theo mùa mới và đôi khi là các tính năng chơi trò chơi mới. Hầu hết các bản cập nhật thường dựa trên các ngày lễ quốc gia, với bản cập nhật đầu tiên có chủ đề xoay quanh "Ngày Thỏ con" vào tháng 4 năm 2020 và dựa trên Lễ Phục Sinh. Tiếp theo là các cập nhật theo mùa khác, như "Ngày Tự nhiên" (Ngày Trái Đất), Lễ Hội ma, "Ngày Gà tây" (Lễ Tạ ơn), và "Ngày Đồ chơi" (Lễ Giáng Sinh). Các sự kiện theo mùa phổ biến khác, chẳng hạn như mùa hè, cũng đi kèm với các mặt hàng mới. Mỗi bản cập nhật cũng có các nhân vật nổi tiếng trong các trò chơi Animal Crossing trước đây. Với mỗi lần cập nhật, hòn đảo sẽ thay đổi về diện mạo, có nhiều vật phẩm để cho người chơi tự do trang trí hơn. Bên cạnh những thay đổi theo mùa, Nintendo cũng phát hành các vật phẩm theo chủ đề từ các phương tiện phổ biến khác, chẳng hạn như trang phục Mario và đồ trang trí để kỷ niệm 35th Anniversary .
Vào tháng 10 năm 2021 Nintendo Direct tập trung vào New Horizons, Nintendo thông báo bản cập nhật phiên bản 2.0 sẽ phát hành vào tháng sau và là bản cập nhật nội dung miễn phí lớn cuối cùng cho trò chơi. Bản cập nhật mang các nhân vật Kapp'n và Brewster trở lại, cả hai đều đem đến các hoạt động và địa điểm mới cho trò chơi, cũng như khả năng tài trợ các địa điểm cố định cho các nhà cung cấp của trò chơi ghé thăm ngẫu nhiên. Bên cạnh những cải tiến về chất lượng cuộc sống khác, nó cũng bao gồm các mặt hàng mới có thể mua, chẳng hạn như đồ nội thất và âm nhạc, dân làng mới và khả năng nấu thức ăn thông qua các loại cây trồng. Cng với bản cập nhật trả phí nội dung có thể tải xuống mang tên Animal Crossing: New Horizons – Happy Home Paradise; tương tự như spinoff năm 2015 Animal Crossing: Happy Home Designer, bản mở rộng cho phép người chơi đến thăm một hòn đảo xa xôi và thiết kế nhà nghỉ cho dân làng, đồng thời bổ sung các tùy chọn mới trên trang cá nhân của người chơi. đảo từng học. Bản cập nhật 2.0 phát hành ngày 3 tháng 11 năm 2021 và tiện ích bổ sung Happy Home Paradise phát hành ngày 5 tháng 11 năm 2021.

## Quá trình phát triển
Trong buổi Nintendo Direct ngày 13 tháng 9 năm 2018, Nintendo xác nhận đang phát triển một trò chơi Animal Crossing mới trong loạt chính cho Nintendo Switch, với ngày phát hành là vào khoảng năm 2019. Dù vậy, giám đốc phát triển Kyogoku Aya khẳng định trò chơi đã bắt đầu phát triển từ năm 2012, tức là ngay sau khi phát hành Animal Crossing: New Leaf bản đầu tiên cho Nintendo 3DS tại Nhật Bản; bà nói các khái niệm về trò chơi đã hình thành từ rất lâu, thậm chí trước khi những ý tưởng cho Nintendo Switch bắt đầu. Nogami Hisashi và Eguchi Katsuya quay trở lại đảm nhận vai trò nhà sản xuất.
Nintendo ra mắt tựa trò chơi và đoạn giới thiệu đầu tiên trong buổi Nintendo Direct tại E3 2019 ngày 11 tháng 6 năm 2019. Trò chơi bị trì hoãn cho đến ngày 20 tháng 3 năm 2020, Koizumi Yoshiaki nói lý do là để "đảm bảo trò chơi phải là tốt nhất có thể, Nintendo yêu cầu người chơi cần phải chờ đợi lâu hơn họ nghĩ một chút." Chủ tịch Nintendo of America là Doug Bowser đã nhấn mạnh lý do chính cho sự chậm trễ là do Nintendo mong muốn nhân viên tránh bị khủng hoảng tinh thần và duy trì cân bằng giữa công việc–cuộc sống. Vì sự trì hoãn này, giá trị thị trường cổ phiếu của Nintendo lúc đó đã giảm 3,5%, tổng giá trị thiệt hại lên đến hơn 1 tỷ đô la Mỹ.
Hyogoku nói rằng sự thành công của loạt Animal Crossing là do các nhà phát triển đã tạo đủ khác biệt trong mỗi game so với trò chơi trước đó, nhằm hấp dẫn người chơi mới nhưng vẫn giữ những khái niệm cốt lõi cho những người chơi lâu năm. Kyogoku và Nogami nói họ đã chọn một hòn đảo hoang làm bối cảnh của trò chơi để tách biệt nó với các trò chơi Animal Crossing trước đó, vốn lấy bối cảnh ở những ngôi làng đã được xây dựng sẵn, và người chơi có thể tự do tùy chỉnh thế giới trong trò chơi. Ngoài ra, hòn đảo hoang cũng bỏ đi các thông số mặc định của loạt game để cho phép các ý tưởng và khái niệm khác nhau phát triển tương tác một cách tự do. Không giống như các game trước là do phần cứng phát triển, những ý tưởng khác, chẳng hạn như internet và chế độ nhiều người chơi cũng được hiện thực hóa. Hygoku đảm bảo giữ cân bằng việc giới thiệu những ý tưởng mới và lạ trong khi vẫn giữ lại các yếu tố cốt lõi để làm hài lòng những fan hâm mộ lâu dài của loạt.
Các nhà phát triển đã rất thất vọng khi đến hạn phát hành game vô tình lại bị trùng lặp với đại dịch COVID-19. Do phải cách ly bắt buộc trong thời kỳ đại dịch, Kyogoku hy vọng rằng trò chơi sẽ là một "lối thoát" cho người hâm mộ vào thời điểm đó. Họ nhấn mạnh việc phát hành toàn cầu cùng lúc để những người chơi có thể kết nối đa quốc gia với nhau.

### Cơ chế và khái niệm
Các nhà phát triển đảm bảo làm cho game không chỉ chào đón người chơi mới mà còn giữ lại các khái niệm cốt lõi từ trước giờ để giữ cho những người hâm mộ cũ vẫn cảm thấy hài lòng. Họ đã phát triển một hệ thống chế tạo D.I.Y. nhằm làm cho người chơi vẫn còn thấy có gì đó phải làm sau khi các cửa hàng đóng cửa. Hệ thống này sẽ giữ chân người chơi đi theo đúng chủ đề với trò chơi, bằng việc tương tác và dùng môi trường tự nhiên làm lợi thế. Kyogoku ghi chú cho những người mới bắt đầu chơi Animal Crossing qua các ứng dụng dành cho thiết bị di động, chẳng hạn như Animal Crossing: Pocket Camp, như là thưởng Nook Miles để cho người chơi biết họ nên làm những loại hoạt động và khái niệm nào. Hệ thống Nook Miles cũng thưởng cho người chơi khi họ thực hiện các nhiệm vụ thông thường, thu thập và bán các vật liệu giá rẻ để giúp người chơi không quá chăm chăm vào việc tìm kiếm các vật liệu đắt tiền. Nội thất và quần áo cũng như khả năng tiếp cận và tùy chỉnh được nhấn mạnh cho chế độ nhiều người chơi để họ có thể tự do thể hiện niềm tự hào về hòn đảo của chính họ.
Ngoài ra, các nhà phát triển nhận thấy rằng người chơi sẽ lặp đi lặp lại các trò chơi trong loạt trước đó với hy vọng có được hình dạng hòn đảo mà họ muốn. Vì lý do đó, phần cảnh quan đã được thực hiện với tiêu chí để người chơi có thể dễ dàng định hình hòn đảo. Một vấn đề khác mà họ nhận thấy là việc "du hành thời gian"; do trò chơi chạy trong thời gian thực, người chơi có thể thay đổi đồng hồ trên máy game để vượt thời gian, hòng không phải chờ đợi trong thời gian thực. Để tránh điều này, các nhà phát triển đảm bảo việc tạo cảnh và chế tác sẽ không bị bất kỳ hạn chế nào về thời gian chờ trong game. Họ cũng kết nối các sự kiện theo mùa với các bản cập nhật thay vì triển khai nội dung ngay từ đầu để người chơi không thể bỏ qua và lấy các vật phẩm độc quyền. Lãi suất trong hệ thống ngân hàng của trò chơi cũng được giảm xuống để hạn chế ý thức muốn du hành thời gian. Mặc dù các nhà phát triển không muốn du hành thời gian trở thành cách chơi lý tưởng, nhưng họ không hoàn toàn từ chối hẳn khái niệm này.

### Phát hành
Khi Animal Crossing: New Horizons phát hành ngày 20 tháng 3 năm 2020, nhà bán lẻ trò chơi điện tử EB Games đã bị chỉ trích vì cho phép những người hâm mộ đặt hàng trước trò chơi cùng với Doom Eternal, xếp hàng tại điểm bán hàng chủ lực tại Canada trên phố Yonge, Toronto trong bối cảnh đại dịch COVID- 19 đang xảy ra trong nước, bất chấp các cấp chính quyền đang kêu gọi công chúng đóng cửa các cơ sở kinh doanh không thiết yếu và duy trì giãn cách xã hội.
Trong buổi cuộc phỏng vấn diễn ra vào tháng 12 năm 2020 với tạp chí Polygon, Doug Bowser cho biết game bán được "tốt hơn cả mong đợi" và ca ngợi những nỗ lực của các nhà phát triển. Ông lưu ý rằng trò chơi sẽ tiếp tục cập nhật trong suốt năm 2021.

## Tiếp nhận
Animal Crossing: New Horizons đã nhận được "sự hoan nghênh toàn cầu" theo tổng hợp đánh giá Metacritic, trở thành trò chơi có xếp hạng cao nhất trong loạt trò chơi này trên trang web đó. Tuy nhiên, trò chơi cũng đã bị đánh bom review khá nhiều. Trò chơi được đánh giá là hay nhất trong loạt, và được Nintendo Life và Pocket Gamer cho điểm tuyệt đối.
Hầu hết đều thích hệ thống Nook Miles vì nó mang lại cho người chơi điều gì đó để làm và một mục tiêu để đạt được. Dann Sullivan, viết bài cho Pocket Gamer, thích hệ thống cho phép người chơi có "hướng đi tùy thích". USGamer cũng nói đùa rằng không ai phàn nàn về việc không có việc gì để làm trong game cả. Hệ thống D.I.Y. cũng được khen ngợi, Nintendo Life ghi chú không có tài nguyên nào là vô dụng. Russ Frushtick của Polygon ca ngợi khả năng sáng tạo không giới hạn để cho người chơi có thể tự do thiết kế hòn đảo với đồ nội thất và cách bố trí tòa nhà, "thực sự đại diện cho chính người đã tạo ra nó." Phó tổng biên tập Eurogamer là Martin Robinson nói game có một số cải tiến rất ấn tượng, cho phép tạo ra một cấu trúc tổng thể rõ ràng và chi tiết hơn nhiều, mang lại cảm giác chơi tốt hơn và chặt chẽ hơn bao giờ hết.
Các nhà phê bình từ GameSpot và Game Informer ca ngợi sự tự do sáng tạo và khả năng kiểm soát mà trò chơi mang lại, chẳng hạn như có thể chọn nơi đặt các tòa nhà và cây cầu. Đặc biệt ca ngợi ứng dụng Island Designer với khả năng tạo ra các cấu trúc tự nhiên, mặc dù có những phàn nàn nhỏ về việc người chơi không thể mở rộng hòn đảo mà chỉ có thể định hình lại nó. GamesRadar+ đánh giá cao việc giữ lại các nhân vật và khái niệm cũ song song với việc bổ sung cơ chế chơi mới.
Hầu hết đều phàn nàn đến từ việc giới hạn thời gian trong giai đoạn đầu. Vì game chạy trong thời gian thực nên hầu hết các tài nguyên có sẵn sẽ bổ sung vào ngày hôm sau và những người đánh giá cảm thấy có rất ít việc phải làm trong thời gian đầu. Samuel Claiborn của IGN đã từ chối du hành thời gian trong các tựa game trước đó, nhưng cuối cùng đã bị cám dỗ vào việc quay đồng hồ của hệ thống chạy trước 15 ngày khi nhiều công cụ được mở khóa và ông bắt đầu tin là nhịp độ game đang trở nên nhanh hơn. 4Players thích việc không bị áp lực về mặt thời gian và du hành thời gian chỉ là một tùy chọn.
Ngoài bản thân trò chơi, New Horizons đã nhận được sự hoan nghênh về thời điểm phát hành, game ra mắt ngày thời điểm lệnh ở nhà đang được ban hành. Nhà phê bình Louryne Strampe của WIRED nhận thấy rằng đây chính xác là thứ bà cần cho sức khỏe tinh thần của bản thân và nói thêm rằng các đồng nghiệp của bà cũng tìm thấy niềm an ủi khi đến thăm các hòn đảo của nhau. Nhờ vào các tùy chọn nhiều người chơi trực tuyến, các nhà phê bình cũng có cơ hội chơi với bạn bè trong thời gian cách ly.

### Doanh thu
Tính đến tháng 3 năm 2021, trò chơi đã bán được 32,63 triệu bản, trở thành game Nintendo Switch bán chạy thứ hai, chỉ sau Mario Kart 8 Deluxe. Trò chơi đã thu về ước tính 2 tỷ đô la Mỹ trong năm đầu tiên, doanh thu năm đầu tiên cao thứ năm đối với bất kỳ trò chơi điện tử nào. Sau bản cập nhật 2.0 tháng 11 năm 2021, Nintendo đã tiết lộ trong một báo cáo tài chính doanh số đạt 34,85 triệu bản.

### Giải thưởng và đề cử
New Horizons đã giành được nhiều giải thưởng; trò chơi đã thắng các hạng mục như "Trò chơi hay nhất tại Trung Quốc" và "Trò chơi của năm" tại Famitsu Dengeki. Ngoài ra, trò chơi cũng được đề cử cho giải "Trò chơi của năm" cũng như trò chơi dành cho gia đình và nhiều người chơi hay nhất tại The Game Awards 2020, và cuối cùng đã chiến thắng ở hạng mục "Trò chơi gia đình hay nhất". Tại Japan Game Awards 2020, trò chơi đã được đề cử cho "Giải thưởng của Bộ trưởng Kinh tế, Thương mại và Công nghiệp" cũng như "Trò chơi của năm", và giành chiến thắng ở cả hai hạng mục. Trò chơi đã nhận "Giải thưởng xuất sắc" tại sự kiện này. New Horizons cũng được đề cử cho các hạng mục tương tự tại Golden Joystick Awards 2020 và giành chiến thắng ở hạng mục "Trò chơi Nintendo của năm". Trò chơi đã được đề cử tại 2021 Kids' Choice Awards cho Trò chơi điện tử được yêu thích nhất. Trò chơi đã chiến thắng các hạng mục "Trò chơi vượt xa Giải trí" và "Nhiều người chơi hay nhất" tại British Academy Games Awards (BAFTA) năm 2021 và được đề cử cho bốn giải khác. Ngoài ra Game Developers Choice Awards cũng đề cử game cho Thiết kế xuất sắc nhất cùng với Trò chơi của năm.
| Năm  | Lễ trao giải                     | Hạng mục                                       | Kết quả   | Tham khảo     |
| ---- | -------------------------------- | ---------------------------------------------- | --------- | ------------- |
| 2020 | Famitsu Dengeki Game Awards 2020 | Best Game in China                             | Đoạt giải | [ 73 ] [ 74 ] |
| 2020 | Famitsu Dengeki Game Awards 2020 | Game of the Year                               | Đoạt giải | [ 73 ] [ 74 ] |
| 2020 | The Game Awards 2020             | Best Family Game                               | Đoạt giải | [ 75 ] [ 76 ] |
| 2020 | The Game Awards 2020             | Best Multiplayer Game                          | Đề cử     | [ 75 ] [ 76 ] |
| 2020 | The Game Awards 2020             | Game of the Year                               | Đề cử     | [ 75 ] [ 76 ] |
| 2020 | Japan Game Awards                | Minister of Economy, Trade, and Industry Award | Đoạt giải | [ 77 ]        |
| 2020 | Japan Game Awards                | Award for Excellence                           | Đoạt giải | [ 77 ]        |
| 2020 | Japan Game Awards                | Game of the Year                               | Đoạt giải | [ 77 ]        |
| 2020 | Golden Joystick Awards           | Nintendo Game of the Year                      | Đoạt giải | [ 77 ]        |
| 2020 | Golden Joystick Awards           | Best Game Community                            | Đề cử     | [ 77 ]        |
| 2020 | Golden Joystick Awards           | Best Family Game                               | Đề cử     | [ 77 ]        |
| 2020 | Golden Joystick Awards           | Best Multiplayer Game                          | Đề cử     | [ 77 ]        |
| 2021 | Kids' Choice Awards              | Favorite Video Game                            | Đề cử     | [ 78 ]        |
| 2021 | British Academy Games Awards     | Best Game                                      | Đề cử     | [ 79 ]        |
| 2021 | British Academy Games Awards     | Family                                         | Đề cử     | [ 79 ]        |
| 2021 | British Academy Games Awards     | Game Beyond Entertainment                      | Đoạt giải | [ 79 ]        |
| 2021 | British Academy Games Awards     | Game Design                                    | Đề cử     | [ 79 ]        |
| 2021 | British Academy Games Awards     | Multiplayer                                    | Đoạt giải | [ 79 ]        |
| 2021 | British Academy Games Awards     | EE Game of the Year                            | Đề cử     | [ 79 ]        |
| 2021 | Game Developers Choice Awards    | Game of the Year                               | Đề cử     | [ 80 ]        |
| 2021 | Game Developers Choice Awards    | Best Design                                    | Đề cử     | [ 80 ]        |

## Ảnh hưởng và di sản
Trái ngược với đại dịch COVID-19, các nhà phê bình và báo chí đã nhấn mạnh cảm giác "lối thoát" mà trò chơi mang lại, chính là nguyên nhân cho sự thành công của game. Một op-ed của NBC News tuyên bố, "[New Horizons] là loại coronavirus mà chúng tôi cần" vào đúng lúc xã hội đang lan tỏa việc mọi người nên ở nhà và hạn chế tiếp xúc. Imad Khan của tờ The New York Times đã gọi trò chơi là một "hiện tượng" và tuyên bố rằng "thế giới đang chìm trong đại dịch, một trò chơi cực kỳ phổ biến là một trò chơi có thể thay đổi được thời gian theo cách thuận tiện, đặc biệt là đối với thế hệ thiên niên kỷ". Nhiều người đã sử dụng trò chơi theo những cách khác nhau để kinh doanh và/hoặc xã hội hóa. Đám tang, đám cưới và lễ tốt nghiệp đều có thể được tổ chức trong trò chơi, thậm chí còn có một chương trình trò chuyện tên là Animal Talking. Thủy cung Vịnh Monterey, California, đã thường xuyên tổ chức các buổi phát trực tiếp cảnh cho động vật ăn. Đầu tháng 1 năm 2021, Twitter tiết lộ Animal Crossing: New Horizons là trò chơi được tweet nhiều nhất năm 2020.
Chiến dịch tranh cử tổng thống năm 2020 của Joe Biden đã phát hành các bảng hiệu kỹ thuật số cắm trên sân vườn, để sử dụng trong trò chơi mà người chơi có thể dùng nó để trang trí các hòn đảo của họ. Trò chơi cũng được các nhà hoạt động dân chủ ở Hồng Kông, có cả Joshua Wong, sử dụng như một nền tảng để phản đối ảo. Nhằm phản ứng lại, trò chơi đã bị xóa khỏi các cửa hàng trực tuyến ở Trung Quốc như Taobao, nơi nó đã có mặt trên chợ xám. Ngày 19 tháng 11 năm 2020, Nintendo công bố một bộ hướng dẫn mới về việc sử dụng trò chơi, bao gồm cả lệnh cấm sử dụng cho các hoạt động chính trị.
Tháng 3 năm 2021, Bảo tàng Trò chơi điện tử Quốc gia đã lưu giữ hồ sơ về trò chơi và tác động của nó trong đại dịch COVID-19, với tiêu đề "Nhật ký Animal Crossing". Các bản ghi có hình ảnh, âm thanh, các cuộc phỏng vấn từ những người chơi trong suốt năm 2020, những người đã theo dõi tiến trình và phản ánh về trải nghiệm cũng như cách nó ảnh hưởng đến họ. Theo Lex Roberts, người phụ trách trò chơi, mục tiêu là thu thập xem điều gì đã làm cho trò chơi trở nên phổ biến, cùng với tác động văn hóa của nó, đối với những người chơi vẫn yêu thích trò chơi sau khi gỡ bỏ các hạn chế hậu COVID-19. Họ được Quỹ Esmée Fairbairn yêu cầu "thu thập lại như một phần của lịch sử như những gì nó đang xảy ra" và họ đã được một tổ chức từ thiện tài trợ để làm việc đó. Trang web chứa các bản ghi được mở vào tháng 9 năm 2021 và bao gồm 18 tháng sau khi trò chơi phát hành.